# Jackson Pollock
Jackson Pollock (født 28. januar 1912 i Cody, Wyoming, USA, død 11. august 1956 i Springs, New York) var en amerikansk maler. Han var en central figur i abstrakt ekspressionisme med sin action painting. 
Pollock blev født i Cody i Wyoming og tilbragte sin barndom i Arizona. Han voksede op i det sydlige Californien. Han blev fortrolig med indianerkunsten i det sydvestlige USA. Især deres sandmalerier gjorde indtryk på ham, og han fandt inspiration i dem og skabte sine store abstrakte ekspressionistiske malerier. Pollocks mest fremtrædende værker blev skabt 1947-1951: Efterårsrytme (1950; Metropolitan Museum of Art), og hans nok mest kendte maleri No. 5, 1948.
I november 2006 blev Pollocks "No. 5, 1948" verdens hidtil dyreste maleri, da det blev solgt på auktion for $140.000.000 til den mexicanske forretningsmand David Martínez. Den tidligere ejer var film- og musikproducenten David Geffen.
Jackson Pollock havde gennem hele sit voksne liv alkoholproblemer. Han døde i en bilulykke i 1956, 44 år gammel.